# 빅터 포텔

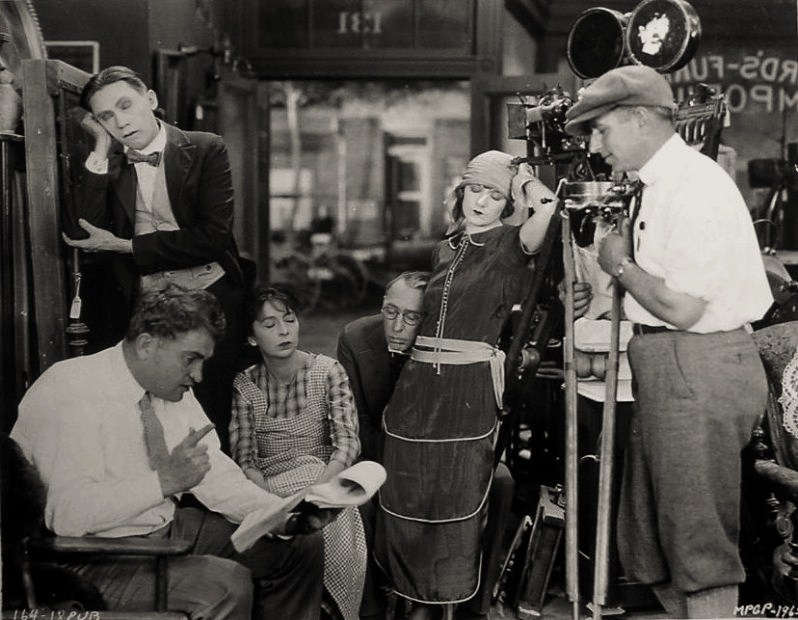

빅터 포텔(Victor Potel, 1889년 10월 12일 ~ 1947년 3월 8일)은 미국의 배우, 영화배우이다.
라페이엣에서 태어났으며 할리우드에서 사망하였다.

## 영화
- 해롤드 디들벅의 원죄 (1947년)
- 쇼킹 미스 필그림 (1947년)
- 애그 앤 아이 (1947년)
- 기이한 환영 (1945년)
- 블레임 오브 바바리 코스트 (1945년)
- 베니를 위한 훈장 (1945년)
- 캔트 헬프 싱잉 (1944년)
- 모간 크리크의 기적 (1944년)
- 정복 영웅의 환영 (1944년)
- 스카이스 더 리미트 (1943년)
- 걸 크레이지 (1943년)
- 엣지 오브 다크니스 (1943년)
- 팜 비치 스토리 (1942년)
- 설리반의 여행 (1942년)
- 라스베가스 나이츠 (1941년)
- 레이디 이브 (1941년)
- 블루스의 탄생 (1941년)
- 릴 애브너 (1940년)
- 위대한 맥긴티 (1940년)
- 렛 프리덤 링 (1939년)
- 더 걸 오브 더 골든 웨스트 (1938년)
- 더 캡틴스 키드 (1936년)
- 분노 (1936년)
- 미시시피 (1935년)
- 쉽메이트 포에버 (1935년)
- 바르바리 해안 (1935년)
- 할렐루야 아임 어 범 (1933년)
- 히스 리제너레이션 (1915년)